# Bernard Leconte
 (décembre 2019).
Si vous disposez d'ouvrages ou d'articles de référence ou si vous connaissez des sites web de qualité traitant du thème abordé ici, merci de compléter l'article en donnant les références utiles à sa vérifiabilité et en les liant à la section « Notes et références ».
Pour l’article ayant un titre homophone, voir Bernard Lecomte.
Bernard Leconte, né à Lille en 1942, est un écrivain français.

## Biographie
Agrégé de lettres modernes, il a enseigné en lycée.
Il a collaboré à plusieurs revues ou journaux : la Nouvelle Revue de Paris, La Revue littéraire, Le Figaro... Il collabore toujours à la revue l’Albatros, à Service littéraire, à Défense de la langue française, à Politique Magazine, et à la revue nationaliste Livr'arbitres.
Il produit et anime l’émission littéraire La Baraque à livres sur RCF Nord de France.
Il est secretaire du Club des Ronchons.
Pour Isabelle Garnier dans Madame Figaro, il « manifeste un goût marqué pour les sujets dérangeants et un plaisir quasi sportif à bousculer les idées reçues ».
Jean-Max Méjean, dans Le Nouvel Observateur parle, commentant La France de Sacha Guitry, du « style étincelant  de quelqu’un qui aime la langue française ».

## Œuvres
- La récrée va finir, Julliard, 1979, prix du premier roman, préface de Jean Dutourd  (ISBN 2-260 00140-8).
- Le divorce est une ignominie, roman, Julliard, 1984,  (ISBN 2-260-00350-8).

Prix Roland-de-Jouvenel de l’Académie française.
- Le Livre des bêtes, roman, De Fallois, 1989  (ISBN 2-87706-029-2).
- Quelques coups de burin pour la statue de Dutourd, Plon, 1997  (ISBN 2-259-18685-8).
- Qui a peur du bon français ?, Lanore, 2005, préface de Jean Dutourd  (ISBN 2-85157-267-9).
- À la recherche du bon français, Lanore, 2007, préface de Maurice Druon, lauriers de l’ASALA  (ISBN 978-2-85157-301-8).
- La France de Sacha Guitry, Xenia, 2009, préface d’André Bernard  (ISBN 978-2-88892-068-7).
- Qu'allons-nous faire de grand-mère ?, L’Éditeur  (ISBN 978-2-36201-077-4).
- Tyrannie chérie, 2013, France-Univers,  (ISBN 978-2-91443-727-1)
- Un requin sous les arbres, 2013, Ravet-Anceau,  (ISBN 978-2-35973-360-0)
- L'étrange itinéraire d'un dératé, 2013, L'Éditeur,  (ISBN 978-2-36201-079-8)
- Bon papa, mon papa, 2015, Le Petit Véhicule,  (ISBN 978-2-37145-123-0)
- Louis XIV, Martine et moi, 2017, Les Lumières de Lille  (ISBN 978-2-919111-48-0)
- La Mort passe, 2017, Les Impliqués  (ISBN 978-2-343-12799-6)
- Trois durs à cuire, 2018, Les Impliqués   (ISBN 978-2-343-16702-2)[3]
- Georges Bernanos, 2019, Duetto   (ISBN 978-2-37424-072-5)
- La Galerie des femmes, 2020, L'Harmattan   (ISBN 9782343204659)
- Je suis Ch'ti, mais je me soigne, 2022, Héliopoles   (ISBN 9782379850721)